# Elsner Ridge
Elsner Ridge (in lingua inglese: Dorsale Elsner) è una stretta dorsale antartica che si sviluppa in direzione sudovest, lunga 11 km e situata 7 km a nordest dell'estremità terminale dell'Homerun Range, nei Monti dell'Ammiragliato, in Antartide.
La dorsale è stata mappata dall' United States Geological Survey (USGS) sulla base di rilevazioni e foto aeree scattate dalla U.S. Navy nel periodo 1960-63.
La denominazione è stata assegnata dall' Advisory Committee on Antarctic Names (US-ACAN) in onore di Robert W. Elsner, biologo dell'United States Antarctic Research Program (USARP) presso la Stazione McMurdo nelle sessioni estive di ricerca del 1967–68, 1968–69 e 1969–70.